# Pernes (Santarém)
Pernes ist eine Gemeinde (Freguesia) im portugiesischen Kreis Santarém. In ihr leben 1246 Einwohner (Stand 19. April 2021).

## Bevölkerungsentwicklung
| Jahre       | 1864 | 1878  | 1890  | 1900  | 1911  | 1920  | 1930  | 1940  | 1950  | 1960  | 1970  | 1981  | 1991  | 2001  | 2011  |
| Bevölkerung | 859  | 1 056 | 1 124 | 1 180 | 1 285 | 1 620 | 1 848 | 2 034 | 2 033 | 1 756 | 1 727 | 2 015 | 1 941 | 1 689 | 1 446 |